# غلين كوكس
غلين كوكس (بالإنجليزية: Glenn Cox)‏ هو لاعب كرة قاعدة أمريكي، ولد في 3 فبراير 1931 في مونتيبيلو في الولايات المتحدة، وتوفي في 8 يناير 2012 في Los Molinos, California ‏ في الولايات المتحدة.

## وصلات خارجية
- غلين كوكس على موقعبيزبول رفرنس.كوم (الدوري الرئيسي) (الإنجليزية)
- غلين كوكس على موقعبيزبول رفرنس.كوم (الدوري الثانوي) (الإنجليزية)